# Centrodera minima
Centrodera minima là một loài bọ cánh cứng trong họ Cerambycidae.